# The Murderess Metal Roadshow
The Murderess Metal Roadshow è un live album dei Lizzy Borden, uscito nel 1986 per l'Etichetta discografica Metal Blade Records.

## Tracce
1. Council for the Caldron (Allen, Davis, Harges, Lizzy Borden, Matuzak) 4:46
2. Flesh Eater (Allen, Davis, Harges, Lizzy Borden, Matuzak) 3:03
3. Warfare (Borden, Matuzak) 3:57
4. No Time to Lose (Lizzy Borden, Matuzak) 3:37
5. Rod of Iron (Lizzy Borden, Matuzak) 4:42
6. Save Me (Lizzy Borden, Matuzak) 3:19
7. Godiva (Allen, Davis, Harges, Lizzy Borden, Matuzak) 2:32
8. Psychopath (Allen, Lizzy Borden) 3:54
9. Love You to Pieces (Borden, Matuzak) 4:59
10. Live and Let Die (McCartney, McCartney) 3:38
11. Kiss of Death (Borden, Matuzak) 2:32
12. Red Rum (Allen, Davis, Harges, Lizzy Borden, Matuzak) 4:47
13. American Metal (Borden) 6:01
14. Give 'Em the Axe (Allen, Borden, Davis, Harges, Matuzak) 2:44
15. Finale 3:42
16. Dead Serious (Allen, Davis, Harges, Lizzy Borden, Matuzak) [Studio] 4:45
17. (Wake Up) Time to Die 	(Allen, Borden, Davis, Harges, Matuzak) [Studio] 6:11

## Formazione
- Lizzy Borden - voce
- Alex Nelson - chitarra
- Gene Allen - chitarra
- Mike Davis - basso
- Joey Scott Harges - batteria